# 8996 Waynedwards
A 8996 Waynedwards (ideiglenes jelöléssel (8996) 1981 EC10) a Naprendszer kisbolygóövében található aszteroida. Schelte J. Bus fedezte fel 1981. március 1-jén.